# Abraham Benrubi
Abraham Rubin Hercules Benrubi (Indianapolis, 4 d'octubre de 1969) és un actor estatunidenc. És conegut per les seves aparicions com a Jerry Markovic al llarg drama de televisió mèdic ER, pel seu primer paper de Larry Kubiac a la sèrie L'imperdible Parker Lewis, Dennis a Without a Paddle, també ha fet d'actor de veu en sèries d'animació així com en nombrosos videojocs, inclosos molts de la sèrie World of Warcraft.

## Primers anys i educació
Benrubi va néixer el 4 d'octubre de 1969 a Indianàpolis, Indiana, el fill gran de Patricia i Asher Benrubi, que era un cantant de rock i actualment és una personalitat de la ràdio conegut com "Smash" per a les audiències de ràdio de St. Louis. El seu avi patern era de família grecojueva. La seva àvia paterna, que va néixer en una família cristiana ortodoxa grega, va ajudar a acollir jueus a Grècia durant la Segona Guerra Mundial i més tard es va convertir al judaisme.
Benrubi es va graduar a la Broad Ripple High School d'Indianapolis, la mateixa escola secundària de David Letterman, l'entrenador en cap de bàsquet masculí dels Indiana Hoosiers, Mike Woodson, i l'exestrella dels New England Patriots Rosevelt Colvin.

## Carrera
El primer paper important de Benrubi va ser al programa Wings, com a Roy "R.J." Biggins, Jr., el fill gai de Roy. Apareixeria com a R.J. dues vegades: una durant la primera temporada del programa, i una altra durant la setena temporada, poc després de començar a treballar a ER de la NBC.
De setembre de 1990 a juny de 1993, va aparèixer com a Francis Lawrence "Larry" Kubiac III a la comèdia de situació nord-americana L'imperdible Parker Lewis. Mentre treballaven en la sèrie Benrubi i Taj Johnson (l'actor que encarna Franklin "Frank" Lemmer) també van treballar com a roadies per a la primera gira de No Doubt.
Benrubi va interpretar un dels personatges principals al programa d'ABC Men in Trees, interpretant al barman/milionari Ben Tomasson. Aquest va ser un paper on va obtenir un diàleg i una profunditat notablement més importants que amb els seus personatges anteriors a ER i L'imperdible Parker Lewis, que consistia principalment a donar suport al diàleg. Ben Tomasson va ser descrit pel crític de televisió David Bianculli com «el personatge de televisió més afectuós des de Hurley de Jorge Garcia a Lost». Altres treballs anteriors inclouen retratar Mose a l'oest de 2003 Open Range, un paper que l'actor va obtenir perquè havia estat eliminat de la pel·lícula anterior del director Kevin Costner, El missatger del futur. Sovint dona veu als personatges del programa d'animació stop-motion d'Adult Swim Robot Chicken (creat pel seu amic Seth Green), i també ha contribuït a un segon programa dels creadors de Chicken, Titan Maximum.
Després de la cancel·lació de Men In Trees a principis de 2007, Benrubi va tornar al repartiment d'ER a finals de 2008 per a la darrera temporada de la sèrie.
Benrubi va interpretar un jove Dan Conner, el personatge interpretat per John Goodman, en un episodi de flashback de Roseanne.
Benrubi va protagonitzar el programa de curta durada (d'abril de 2010 a juny de 2010), Happy Town d'ABC, on va interpretar el paper de Big Dave Duncan. Gairebé immediatament després que ABC anunciés la cancel·lació de la sèrie, va aparèixer en un nou programa Memphis Beat, on va interpretar el paper del sergent de policia Jody "JC" Lightfoot, un sergent d'escriptori que té un 1/16 de Chickasaw per un parent llunyà, però que decideix abraçar la cultura nativa americana.
El maig de 2011, es va anunciar que protagonitzaria Glutton, un "thriller psicològic en 3D" dirigit per David Arquette. Benrubi interpretarà a Jethro, un home de 550 kilos, obligat a salvar la vida de la seva germana. La germana de Jethro és interpretada per Patricia Arquette, mentre que Kacey Barnfield també interpreta la seva veïna cega i única amiga.
Benrubi és membre de la Sacred Fools Theatre Company de Los Angeles.

## Filmografia

### Pel·lícules
| Pel·lícules | Pel·lícules                              | Pel·lícules         | Pel·lícules                     |
| Any         | Títol                                    | Paper               | Notes                           |
| ----------- | ---------------------------------------- | ------------------- | ------------------------------- |
| 1990        | Diving In                                | Rick                |                                 |
| 1992        | Crossing the Bridge                      | Rinny               |                                 |
| 1993        | Llops universitaris                      | Bud-Lite Kaminski   |                                 |
| 1994        | The Shadow                               | Marine Guard        |                                 |
| 1994        | Caravana a l'est                         | Abe Ferguson        | Acreditat com a Abe Benrubi     |
| 1995        | Magic Island                             | Duckbone            | Directe a vídeo                 |
| 1996        | Twister                                  | Bubba               |                                 |
| 1997        | Talking Dessert                          |                     | Short film                      |
| 1997        | George of the Jungle                     | Thor                |                                 |
| 1997        | U Turn                                   | Biker #1            |                                 |
| 1997        | Under Oath                               | Geoff Carmichael    |                                 |
| 1998        | Border to Border                         | Geddy Paretti       |                                 |
| 1998        | I Woke Up Early the Day I Died           | Bouncer             |                                 |
| 1998        | Rugrats                                  | Serge               | Veu Acreditat com a Abe Benrubi |
| 1999        | Out in Fifty                             | Spike               |                                 |
| 2001        | War Story                                | Eric                | Curtmetratge                    |
| 2001        | The Man Who Wasn't There                 | L'home al ball      |                                 |
| 2002        | Zig Zag                                  | Hector              |                                 |
| 2004        | Open Range                               | Mose                |                                 |
| 2004        | Without a Paddle                         | Dennis              |                                 |
| 2005        | Miss agent especial 2: Armada i fabulosa | Lou Steele          |                                 |
| 2006        | Wristcutters: A Love Story               | Erik                |                                 |
| 2006        | La teranyina de la Carlota               | Uncle               | Voice                           |
| 2006        | National Lampoon's TV: The Movie         | Max Gottlieb        |                                 |
| 2009        | Calvin Marshall                          | Coach Dewey         |                                 |
| 2010        | Venus & Vegas                            | Bruno               |                                 |
| 2012        | Shoot'er                                 | Punisher            | Short film                      |
| 2012        | Deep Dark Canyon                         | Michael Spencer     |                                 |
| 2012        | Ambush at Dark Canyon                    | Garrett Kain        |                                 |
| 2013        | Bounty Killer                            | Jimbo               |                                 |
| 2013        | A Country Christmas                      | Pare Noel           |                                 |
| 2013        | Una noche en el Viejo México             | Big Roscoe Hammil   |                                 |
| 2013        | Chance at Romance                        | Jackson             |                                 |
| 2013        | My Mother Is Not a Fish                  | Walter              | Short film                      |
| 2013        | String Theory                            | Patsy Glen          | Short film                      |
| 2013        | Noël                                     | Tim                 | Short film                      |
| 2014        | Ghost Light                              | Harvey              |                                 |
| 2014        | #Stuck                                   | Bartender           |                                 |
| 2014        | Big Hero 6                               | General             | Voice                           |
| 2014        | Ava & Lala                               | Mr. Bear            | Voice                           |
| 2014        | The Blackout                             | Billy               |                                 |
| 2015        | Little Boy                               | Teacup              |                                 |
| 2016        | The Finest Hours                         | George "Tiny" Myers |                                 |
| 2016        | Jessica Darling's It List                | Mr. Pudel           |                                 |
| 2016        | The Belko Experiment                     | Chet Valincourt     |                                 |
| 2017        | Heart, Baby                              | Tree                |                                 |
| 2017        | Olaf's Frozen Adventure                  | Additional Voices   | Veu Curtmetratge                |
| 2017        | Like.Share.Follow.                       | Detective Yarden    |                                 |
| 2017        | Aileron                                  | Trevor              | Curtmetratge                    |
| 2019        | Bliss                                    | Abe                 |                                 |
| 2020        | The Call of the Wild                     | Skookum Bench King  |                                 |
| 2022        | Christmas Bloody Christmas               | Santa Claus         |                                 |
| 2022        | Un món estrany                           | Lonnie Redshirt     | Veu                             |
| 2023        | The Old Way                              | Big Mike            |                                 |

### Televisió
| Televisió | Televisió                            | Televisió | Televisió |
| Any       | Títol                                | Paper | Notes |
| --------- | ------------------------------------ | --- | --- |
| 1990      | Growing Pains                        | Really Big Kid | Temporada 5 episodi 19: "Mike, the Teacher"                                                                               |
| 1990-1996 | Wings                                | Roy "R.J." Biggins Jr. | Temporada 1 episodi: "There's Always Room for Cello" i temporada 7 episodi 13: "Sons and Lovers"                          |
| 1990-1993 | L'imperdible Parker Lewis            | Larry Kubiac | 66 episodis |
| 1991-1993 | Married... with Children             | Jimmy/Baby | Temporada 6 episodi 1: "She's Having My Baby: Part 1 (no acreditat) i temporada 7 episodi 25: "The Wedding Repercussions" |
| 1992      | Blossom                              | Francis | Temporada 2 episodi 22: "Whines and Misdemeanors"                                                                         |
| 1992      | Angel Street                         | | Episodi pilot |
| 1992      | Roseanne                             | Teenage Dan | Temporada 5 episodi 7: "Halloween IV"                                                                                     |
| 1993      | Grace Under Fire                     | Mark | Temporada 1 episodi 3: "Grace Undergraduate"                                                                              |
| 1994-2009 | ER                                   | Jerry Markovic | 137 episodis |
| 1995      | Out There                            | Roy | TV movie |
| 1998      | Sleepwalkers                         | Vincent Konefke | Paper principal |
| 1998      | Cold Feet                            | Man on the Bus | TV movie |
| 1998      | Tempting Fate                        | John Bolladine | TV movie |
| 1999      | The X-Files                          | Big Mike Raskin | Temporada 6 episodi 15: "Arcadia"                                                                                         |
| 1999      | A Touch of Hope                      | Dr. Neil Bachman | TV movie |
| 2000      | Dark Angel                           | Break | Temporada 1 episodi 4: "Flushed"                                                                                          |
| 2001-2002 | Buffy the Vampire Slayer             | Olaf | Temporada 5 episodi 11: "Triangle" i temporada 7 episodi 5: "Selfless"                                                    |
| 2002      | Going to California                  | Harvey | Episodi 17: "Mixed Doubles"                                                                                               |
| 2005      | Unscripted                           | Ell mateix | Episodi 1 pilot |
| 2005      | Criminal Minds                       | Frank Fielding | Temporada 1 episodi 7: "The Fox"                                                                                          |
| 2005-2017 | American Dad!                        | Todd and Employee | Veu Temporada 1 episodi 6: "Homeland Insecurity" i temporada 12 episodi 18: "The Long Bomb"                               |
| 2005-2018 | Robot Chicken                        | Darth Vader, Optimus Prime, Great Pumpkin, Ving Rhames, Fidel Castro, Dominic Toretto, Cyborg, Bowser, i altres personatges diversos | 27 episodis A vegades acreditat com a Abe Benrubi No acreditat en un episodi                                              |
| 2006      | Pizza Time                           | Bruno | TV movie |
| 2006      | Dr. Vegas                            | Star Wars Thug | Episodi 8: "Heal Thyself                                                                                                  |
| 2006-2008 | Men in Trees                         | Ben Thomasson | Paper principal |
| 2007      | Robot Chicken: Star Wars             | Darth Vader | Veu |
| 2008      | Robot Chicken: Star Wars Episode II  | Darth Vader i Owen Lars | Veu |
| 2008      | 1%                                   | Citizen Dave | Pilot no utilitzat per una sèrie d'HBO                                                                                    |
| 2009      | Titan Maximum                        | Drill Instructor | Episodi 6: "Dirty Lansbury"                                                                                               |
| 2010      | Happy Town                           | Big Dave Duncan | 6 episodis |
| 2010      | Memphis Beat                         | Sgt. JC Lightfoot/Jody | 10 episodis (temporada 1)                                                                                                 |
| 2010      | Robot Chicken: Star Wars Episode III | Darth Vader and Owen Lars | Veu |
| 2011      | Team Unicorn                         | The Professor | Temporada 1 episodi 4: "Alien Beach Crashers"                                                                             |
| 2012      | Community                            | Orderly | Temporada 3 episodi 9: "Curriculum Unavailable"                                                                           |
| 2012      | Robot Chicken DC Comics Special      | Cyborg, Kilowog, Appa Ali Apsa, and Solomon Grundy                                                                                   | Veu |
| 2012      | Bones                                | Willis McCullum | Temporada 8 episodi 5: "The Method in the Madness"                                                                        |
| 2012      | Pair of Kings                        | Silver Fox | Temporada 3 episodi 18: "Yeti, Set, Snow"                                                                                 |
| 2012      | Star Wars Detours                    | Veus addicionals | Veu, sèrie no publicada                                                                                                   |
| 2013      | Once Upon a Time                     | Arlo | Temporada 2 episodi 13: "Tiny"                                                                                            |
| 2013      | The Garcias Have Landed              | Admiral Lomax | TV movie |
| 2013      | Chance at Romance                    | Jackson | TV movie |
| 2014-2015 | Bosch                                | Rodney Belk | 4 episodis (temporades 1,7)                                                                                               |
| 2014      | Beware the Batman                    | Street Thug | Veu Temporada 13: "Fall"                                                                                                  |
| 2014      | The Bridge                           | DEA Agent Joe McKenzie | 10 episodis |
| 2016      | TripTank                             | Chief | Veu Temporada 2 episodi 11: "Crime Steve Investigation"                                                                   |
| 2016      | Outcast                              | Caleb | 3 episodis |
| 2017      | APB                                  | Pete McCann | 11 episodis |
| 2017      | Still the King                       | Leslie | Temporada 2 episodi 13: "Who's Your Daddy?"                                                                               |
| 2019      | Chicago Fire                         | Russ LaPointe | Temporada 7 episodi 21: "The White Whale"                                                                                 |
| 2020-22   | It's Pony                            | George Bramley | Veu secundària |

### Videojocs
| Videojocs | Videojocs                                          | Videojocs                                     | Videojocs                     |
| Any       | Títol                                              | Paper                                         | Notes                         |
| --------- | -------------------------------------------------- | --------------------------------------------- | ----------------------------- |
| 2001      | Mystery Island II                                  |                                               | veu                           |
| 2001      | Myth III: The Wolf Age                             |                                               | veu                           |
| 2004      | World of Warcraft                                  | Veus addicionals                              | veu                           |
| 2005      | ER                                                 | Jerry Markovic                                | veu                           |
| 2012      | Skylanders: Giants                                 | Veus addicionals                              | veu                           |
| 2013      | Skylanders: Swap Force                             | Veus addicionals                              | veu                           |
| 2014      | Diablo III: Reaper of Souls                        | Urzael the Harbinger of Dearth                | veu                           |
| 2014      | Diablo III: Ultimate Evil Edition                  | Urzael the Harbinger of Death                 | veu                           |
| 2014      | World of Warcraft: Senyors de la guerra de Draenor | Veus addicionals i efectes vocals monstruosos | veu                           |
| 2015      | Heroes of the Storm                                | Diablo                                        | veu                           |
| 2015      | StarCraft II: Legacy of the Void                   | Veus addicionals                              | veu                           |
| 2016      | World of Warcraft: Legion                          | Veus addicionals                              | veu                           |
| 2018      | World of Warcraft: Battle for Azeroth              | Veus addicionals                              | veu                           |
| 2022      | World of Warcraft: Dragonflight                    |                                               | veu Acreditat com Abe Benrubi |